# Gerry Davey
John Gerald „Gerry“ Davey (* 5. September 1914 in Barking, Vereinigtes Königreich; † 12. Februar 1977 in Orange County, Florida, USA) war ein britischer Eishockeyspieler und -schiedsrichter, der unter anderem 1936 mit seinem Land Olympiasieger wurde.   

## Karriere
Gerry Davey wanderte als Kind mit seiner Familie nach Port Arthur, Ontario, aus. Dort erlernte er das Eishockeyspielen bei den Elmwood Midgets. Als Jugendlicher kehrte er 1931 in seine britische Heimat zurück und spielte dort in der Folgezeit für den Princes Ice Hockey Club, Queen’s Club, Streatham Ice Hockey Club und die Wembley Lions. Einen Teil seiner Karriere verbrachte er zudem bei den Falkirk Lions in Schottland. Während des Zweiten Weltkriegs diente er in der kanadischen Marine. In späteren Jahren seiner Karriere war er regelmäßig als Schiedsrichter in der English National League tätig.

### International
Für Großbritannien nahm Davey an der Europameisterschaft 1932 an den Weltmeisterschaften 1934, 1935, 1937 und 1938. Zudem vertrat er sein Land bei den Olympischen Winterspielen 1936 in Garmisch-Partenkirchen, bei denen er mit seiner Mannschaft die Goldmedaille gewann. Das Turnier wurde zudem als Welt- und Europameisterschaft gewertet, weshalb er mit seiner Mannschaft diese Titel ebenfalls gewann. Später vertrat er sein Land noch einmal bei den Olympischen Winterspielen 1948 in St. Moritz. 1949 wurde er als insgesamt vierter Spieler überhaupt in die British Ice Hockey Hall of Fame aufgenommen. Dem Großteil der Olympiasieger-Mannschaft von 1936 wurde erst 1993 diese Ehre zuteil.

## Erfolge und Auszeichnungen
- 1935 Bronzemedaille bei der Weltmeisterschaft
- 1936 Goldmedaille bei den Olympischen Winterspielen
- 1937 Silbermedaille bei der Weltmeisterschaft
- 1938 Silbermedaille bei der Weltmeisterschaft
- 1949 Aufnahme in die British Ice Hockey Hall of Fame